# Cugliate-Fabiasco
Cugliate-Fabiasco (lombardul: Cüjaa) település Olaszországban, Varese megyében. Lakosainak száma 3096 fő (2023. január 1.). Cugliate-Fabiasco Cadegliano-Viconago, Cremenaga, Cunardo, Grantola, Marchirolo, Montegrino Valtravaglia, Cuasso al Monte és Valganna községekkel határos.

## Népesség
A település népességének változása:
| Lakosok száma | 3095 | 3121 | 3096 |
|               | 2017 | 2018 | 2023 |